# 国际汽车联合会
国际汽車联合会（簡稱国际汽联，縮寫：FIA），為成立于1904年6月20日的非牟利性國際組織，主要致力于促进赛车运动，为所有世界各地的驾驶者提供安全、可持续和无障碍的驾驶环境。其成员包括全球145个国家的246个组织。总部位于法国巴黎（未来将迁至瑞士苏黎世），现任主席為阿拉伯聯合大公國籍前拉力車手穆罕默德·本·蘇拉耶姆（阿拉伯语：‎）。
国际汽车联合会通常被人们认为是汽車與摩托车运动的主管组织。1922年，国际汽联将汽車與摩托车运动事项交与国际运动委员会（Commission Sportive Internationale），这个自治组织后来即演变为国际汽车运动联合会（Fédération Internationale du Sport Automobile）。1993年，国际汽车联合会重组，国际汽车运动联合会被撤消，其相关事务被纳入国际汽车联合会的直接管理之下。
国际汽车联合会主要包括「国际汽车联合会世界汽车旅游理事会」（The FIA World Council for Mobility and the Automobile）和「国际汽车联合会世界汽车运动理事会」两部分，分别负责解决汽車與摩托车驾驶者相关问题和统筹各种汽車與摩托车赛事，其主席都由国际汽联主席担任，另各设一位执行主席。
同国际足球联合会一样，在一般情况下，国际汽联使用法语名称（Fédération Internationale de l'Automobile），即使是在使用英语的国家也不例外。

## 主要机构
- 国际汽车联合会会员大会（FIA General Assembly）：国际汽联最高主管机构，由国际汽联主席和各成员组织主席组成。
  - 国际汽车联合会主席：同是也是会员大会主席。
    - 国际汽车联合会世界汽车旅游理事会执行主席（FIA Deputy President for the FIA World Council Mobility and the Automobile）
      - 国际汽车联合会世界汽车旅游理事会：管理国际汽联非运动比赛事务
      - 国际汽车联合会世界汽车旅游理事会委员会

    - 国际汽车联合会世界汽车运动理事会执行主席（FIA Deputy President for Sport）
      - 国际汽车联合会世界汽车运动理事会：管理国际汽联管辖的汽车运动
      - 国际汽车联合会世界汽车运动理事会委员会

## 主要賽事

### 現時舉辦世界锦标赛賽事
- 國際汽車聯合會世界一級方程式錦標賽
- 國際汽車聯合會世界卡丁车锦标赛
- 國際汽車聯合會世界拉力錦標賽
- 國際汽車聯合會世界耐力錦標賽
- 國際汽車聯合會世界跨界拉力錦標賽（英语：FIA World Rallycross Championship）
- 國際汽車聯合會世界電動方程式錦標賽
- 國際汽車聯合會世界越野拉力錦標賽（英语：World Rally-Raid Championship）

### 過往舉辦世界锦标赛賽事
- 國際汽車聯合會世界房車錦標賽
- 世界跑车锦标赛
- 世界制造商锦标赛
- GT1世界锦标赛